# Dogsomyn Bodoo
Dogsomyn Bodoo (mongol cyrillique : Догсомын Бодоо), né en 1er juillet 1885 sous la dynastie Qing et décédé le 31 août 1922 à Oulan-Bator sous le khanat de Bogdo Khan, est un homme politique mongol de Mongolie. Il prend le poste de premier ministre en avril 1921.

## Biographie
En 1919, après la reprise de la Mongolie par la Chine, Dogsomyn Bodoo prend la tête d'une organisation secrète à Urga prénommée la Russian Consular Hill Group, devenu Mongol Ardyn Nam en 1920, dont le but est d'œuvrer pour l'autonomie de la Mongolie.
Il est condamné à mort pour complot et tentative de renversement du gouvernement et est exécuté le 31 août 1922 avec son prédécesseur, Dambyn Chagdarjav.